# Callophrys pallida
Callophrys pallida är en fjärilsart som beskrevs av Tutt 1907. Callophrys pallida ingår i släktet Callophrys och familjen juvelvingar. Inga underarter finns listade i Catalogue of Life.